# 위미항구로
위미항구로(Wimihanggu-ro)는 제주특별자치도 제주시 남원읍 에서 성산읍 위미교차로 를잇는 도로이다.

## 주요 경유지
제주특별자치도
- 서귀포시 (남원읍. 성산읍)

## 노선
| 이름          | 접속 노선                      | 소재지   | 소재지 | 비고 |
| ------------- | ------------------------------ | -------- | ------ | ---- |
| (이름없음)    | 태위로                         | 서귀포시 | 남원읍 |      |
| (이름없음)    | 지방도 제1132호선 (일주동로)   | 서귀포시 | 남원읍 |      |
| 상위미 교차로 | 지방도 제1136호선 (중산간동로) | 서귀포시 | 남원읍 |      |
| 위미 교차로   | 지방도 제1119호선 (서성로)     | 서귀포시 | 성산읍 |      |